# طعام الدهليز اللذيذ
طعام الدهليز اللذيذ (باليابانية: ダンジョン飯) هي سلسلة مانغا يابانية تنشر في مجلة هارتا منذ 15 فبراير 2014 إلى 15 سبتمبر 2023 ولديه 97 فصول ومسلسل أنمي.

## الشخصيات
- لايوس

أداء صوتي: كينتارو كوماغاي
- مارسيل

أداء صوتي: ساياكا سينبونغي
- تشيلشاك

أداء صوتي: أسونا توماري
- سينشي

أداء صوتي: هيروشي ناكا
- فالن

أداء صوتي: ساوري هايامي

## الجوائز والترشيحات
| قائمة الجوائز والترشيحات | قائمة الجوائز والترشيحات | قائمة الجوائز والترشيحات                | قائمة الجوائز والترشيحات | قائمة الجوائز والترشيحات | قائمة الجوائز والترشيحات |
| السنة                    | الجائزة                  | الفئة                                   | المستلم                  | النتيجة                  | م.                       |
| ------------------------ | ------------------------ | --------------------------------------- | ------------------------ | ------------------------ | ------------------------ |
| 2025                     | جوائز كرانشي رول للأنمي  | أنمي العام 2025                         | طعام الدهليز اللذيذ      | رُشِّح                      | [ 7 ]                    |
| 2025                     | جوائز كرانشي رول للأنمي  | أفضل سلسلة أنمي جديدة                   | طعام الدهليز اللذيذ      | رُشِّح                      | [ 7 ]                    |
| 2025                     | جوائز كرانشي رول للأنمي  | أفضل تحريك                              | طعام الدهليز اللذيذ      | رُشِّح                      | [ 7 ]                    |
| 2025                     | جوائز كرانشي رول للأنمي  | أفضل تصميم شخصيات                       | طعام الدهليز اللذيذ      | رُشِّح                      | [ 7 ]                    |
| 2025                     | جوائز كرانشي رول للأنمي  | أفضل مخرج                               | يوشيهيرو مياجيما         | رُشِّح                      | [ 7 ]                    |
| 2025                     | جوائز كرانشي رول للأنمي  | أفضل فنون خلفية                         | طعام الدهليز اللذيذ      | رُشِّح                      | [ 7 ]                    |
| 2025                     | جوائز كرانشي رول للأنمي  | أفضل انمي كوميدي                        | طعام الدهليز اللذيذ      | رُشِّح                      | [ 7 ]                    |
| 2025                     | جوائز كرانشي رول للأنمي  | أفضل شخصية مُساندة                       | سينشي                    | رُشِّح                      | [ 7 ]                    |
| 2025                     | جوائز كرانشي رول للأنمي  | أفضل "شخصية يجب حمايتها مهما كلف الأمر" | سينشي                    | رُشِّح                      | [ 7 ]                    |
| 2025                     | جوائز كرانشي رول للأنمي  | أفضل أداء صوتي - اليابانية              | ساياكا سينبونغي          | رُشِّح                      | [ 7 ]                    |
| 2025                     | جوائز كرانشي رول للأنمي  | أفضل أداء صوتي - العربية                | لمى الصايغ               | رُشِّح                      | [ 7 ]                    |
| 2025                     | جوائز كرانشي رول للأنمي  | أفضل أداء صوتي - العربية                | نوار المهايري            | رُشِّح                      | [ 7 ]                    |
| 2025                     | جوائز كرانشي رول للأنمي  | أفضل أداء صوتي - الإنجليزية             | سونغوون تشو              | رُشِّح                      | [ 7 ]                    |
| 2025                     | جوائز كرانشي رول للأنمي  | أفضل أداء صوتي - القشتالية الأسبانية    | جورجي بينيا              | رُشِّح                      | [ 7 ]                    |
| 2025                     | جوائز كرانشي رول للأنمي  | أفضل اداء صوتي - الألمانية              | ماغدالينا هوفنر          | رُشِّح                      | [ 7 ]                    |
| 2025                     | جوائز كرانشي رول للأنمي  | أفضل اداء صوتي - البرتغالية البرازيلية  | برونا لاينز              | رُشِّح                      | [ 7 ]                    |

## روابط خارجية
- طعام الدهليز اللذيذ على موقع ANN manga (الإنجليزية)